# Ilhas Åland
As Ilhas Åland  (em sueco: Åland  pronúncia; em finlandês: Ahvenanmaa  PRONÚNCIA), 
Aland  (por adaptação tipográfica) ou Alanda , são um arquipélago situado no mar Báltico, entre a Suécia e a Finlândia, e localizado à entrada do golfo de Bótnia. 

O arquipélago de Åland, situado entre a Suécia e a Finlândia

De Mariehamn – a capital – são cerca de 160 km de distância até Turku, uma cidade costeira no sudoeste da Finlândia, e cerca de 130 km de Estocolmo, capital da Suécia.
O arquipélago é composto por uma ilha principal - a Fasta Åland, na qual reside 90% da população - e por umas dez ilhas maiores, para além de umas 6 500 ilhas e ilhotas menores a leste.

É a menor região da Finlândia, constituindo 0,51% de sua área terrestre e 0,54% de sua população. A capital das Ilhas Åland é a cidade de Mariehamn.
Das 6 757 ilhas e ilhotas que compõem o arquipélago, 60 são habitadas. Fasta Åland está separada da costa de Roslagen, na Suécia, por 38 km de águas abertas a oeste.                                  
No leste, o arquipélago das Ilhas Åland é contíguo com o Mar do Arquipélago.           
A única fronteira terrestre de Åland está localizada na pequena ilha desabitada de Märket, que compartilha com a Suécia.

É uma região autônoma e desmilitarizada pertencente à Finlândia desde 1921, por decisão da Sociedade das Nações, para  resolver uma disputa diplomática entre a Suécia e a Finlândia.                                 
O estatuto de autonomia significa que os poderes provinciais normalmente exercidos por representantes do governo finlandês central são em grande parte exercidos por seu próprio governo.          
Tem igualmente o sueco como única língua oficial, no quadro dessa autonomia.

## Etimologia
A teoria mais generalizada diz que o nome geográfico "Åland" deriva das palavras nórdicas "ahva" (água) e "land" (terra), significando "terra da água". Por sua vez, a palavra nórdica "ahva" derivaria do latim "aqua" (água).

As formas mais usadas para designar estas ilhas em português parecem ser Åland e Aland.

## História

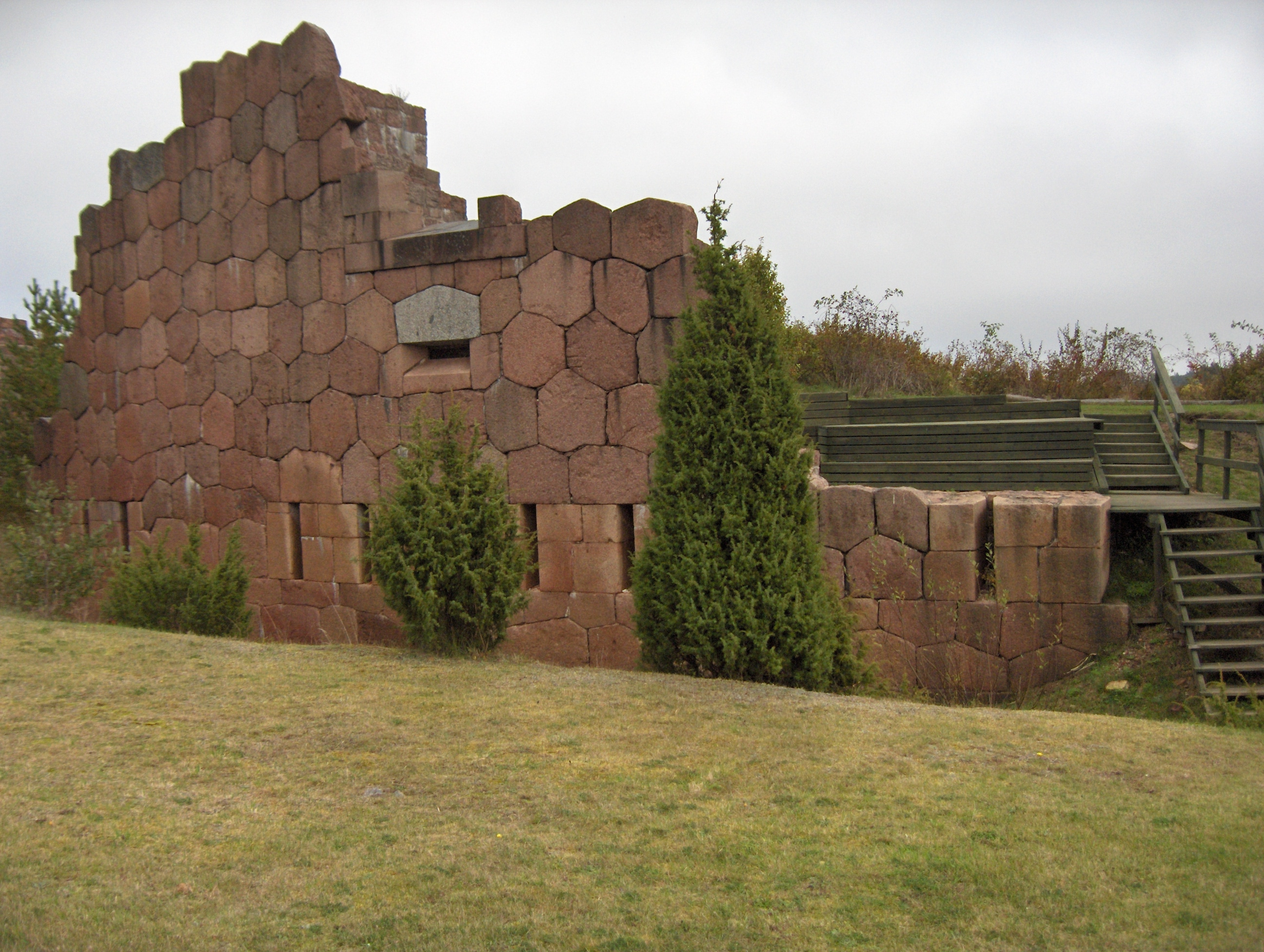
O forte de Bomarsund, um projeto militar russo que nunca foi completado.

A história de Åland está intimamente ligada à da Suécia e às suas disputas na região com a Rússia e a Finlândia. A população residente no arquipélago sempre falou sueco e manteve tradições próximas das da Suécia, gozando de períodos de maior ou menor independência.
O arquipélago das Ilhas Åland fez parte do Reino da Suécia até serem cedidas ao Império Russo nos termos do Tratado de Hamina que encerrou a Guerra Finlandesa. Como resultado, eles se tornaram parte do semiautônomo Grão-Ducado da Finlândia (1809-1917). Durante as negociações, a Suécia não conseguiu garantir que as ilhas não fossem fortificadas. A questão era importante não apenas para a Suécia, mas também para o Reino Unido, que, como resultado do tratado, ficou preocupado com a possibilidade de uma presença militar russa nas ilhas ameaçar os interesses comerciais da Grã-Bretanha em seu comércio de passagem pelo Báltico.[carece de fontes?]
Em 1832, a Rússia começou a fortificar as ilhas, com a grande fortaleza de Bomarsund. Em 1854, como parte da campanha no Báltico durante a Guerra da Crimeia contra a Rússia, uma força combinada de navios de guerra e fuzileiros navais britânicos e franceses capturou e destruiu a fortaleza durante a Guerra de Åland. O Tratado de Paris de 1856 desmilitarizou todo o arquipélago de Åland.
Quando o Império Russo começou a desmembrar-se em 1917, representantes das diferentes povoações das ilhas juntaram-se numa reunião secreta na escola secundária pública de Åland, tendo sido decidida a tentativa de reunificação com a Suécia. Uma delegação apresentou esta proposta à Suécia, levando uma petição com o apoio esmagador da população adulta do arquipélago.
Em dezembro do mesmo ano, a Finlândia declarou a sua independência mas não abdicou da soberania de Åland. Em vez disso, apresentou uma proposta de autogoverno, aprovada pelo parlamento finlandês, mas rejeitada pelos representantes de Åland.
Este impasse foi levado à apreciação da recém-formada Liga das Nações. Em Junho de 1921, o Conselho da Liga das Nações apresentou uma proposta para tentar satisfazer Åland, a Finlândia e a Suécia. Foi garantida à Finlândia a soberania sobre Åland sob a condição da preservação da cultura, língua, usos e costumes e autogovernação locais. Foi também decidido que Åland seria uma zona desmilitarizada e neutra, de modo a evitar que as ilhas fossem alguma vez uma ameaça bélica para a Suécia. A proposta aprovada ficou conhecida então como o "Estatuto de Autonomia da Åland" (em sueco:  Självstyrelselag för Åland), que foi subsequentemente revisto em duas ocasiões (1951 e 1993).
As primeiras eleições para a formação de um parlamento ocorreram em 1922, tendo a primeira sessão parlamentar ocorrido a 9 de Junho do mesmo ano. A autonomia de Åland é desde então celebrada neste dia.
A atual bandeira de Åland foi aprovada em 1954. A região tem uma representação independente no Conselho Nórdico (Nordiska rådet, um conselho constituído por todas as nações nórdicas) desde 1970.
Åland tem selos de correios próprios desde 1984.

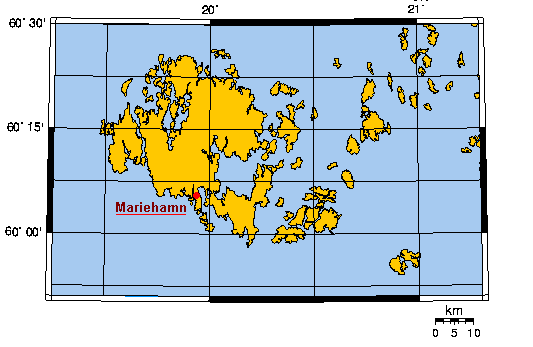
Mapa de Åland, mostrando a localização da capital, Mariehamn.

Com a adesão da Finlândia à UE, Aland decidiu aderir também, após um referendo à população que terminou com 73,6% de votos a favor da adesão e 24,6% contra. No entanto, Åland permanece fora da zona de taxação da UE.

## Política

### O parlamento

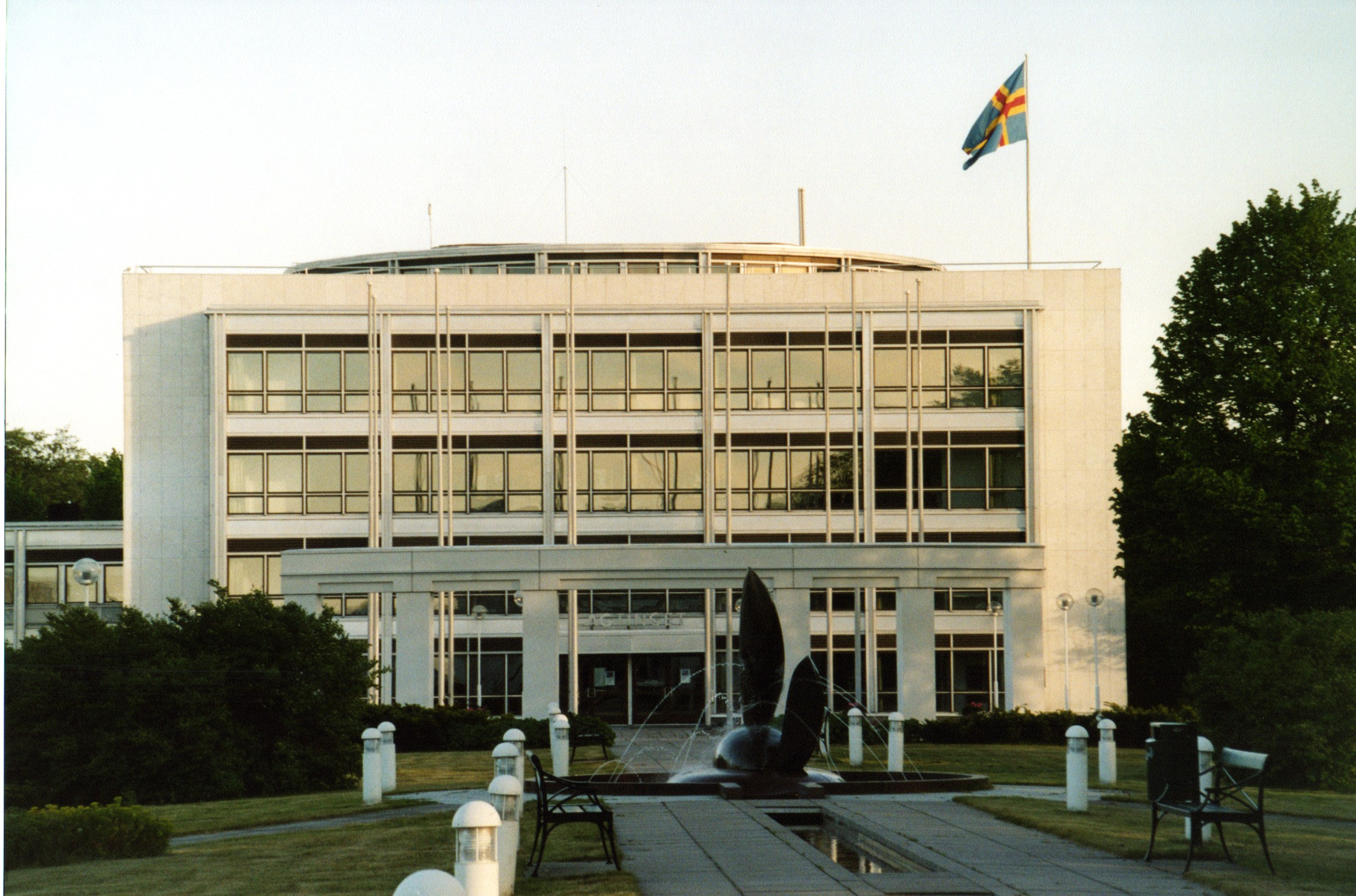
Parlamento das Ilhas Åland.

O Parlamento da Åland (lagtinget) possui trinta membros, eleitos a cada quatro anos por voto secreto com o sistema de representação proporcional. Podem votar todos os cidadãos de Åland com mais de 18 anos de idade e com direito de residência.
As últimas eleições ocorreram em Outubro de 2011, estando os lugares distribuídos pelos seguintes partidos:
- Åländsk Center (Centro de Åland) — 7 mandatos.
- Liberalerna på Åland (Liberais em Åland) — 6 mandatos.
- Ålands socialdemokrater (Sociais-democratas de Åland) — 6 mandatos.
- Frisinnad Samverkan (Moderados) — 4 mandatos.
- Obunden samling (Independentes) — 4 mandatos.
- Ålands framtid (O Futuro de Åland) — 3 mandatos.

Os partidos são independentes dos partidos finlandeses mas compartilham raízes ideológicas com os partidos correspondentes da Finlândia e restante Europa.
O presidente da Finlândia tem direito de veto sobre as decisões tomadas pelo parlamento de Åland apenas em duas situações: quando o parlamento ultrapassa as suas competências na legislação ou quando a legislação afeta a segurança interna ou externa da Finlândia. Em caso de dúvida, a decisão presidencial é tomada após consulta a um organismo denominado Delegação de Åland e ocasionalmente também ao Tribunal Supremo de Justiça. Os membros que compõem a Delegação de Åland são eleitos metade pelo parlamento de Åland, metade pelo governo finlandês.

### A autonomia
A autonomia de Åland é regulada pelo "Estatuto de Autonomia da Åland" aprovado pelo parlamento da Finlândia. Esta autonomia permite ao parlamento de Åland legislar sobre assuntos internos e orçamentos locais. Qualquer alteração ao Estatuto é considerada como uma emenda constitucional, tendo de ser aprovada pelo parlamento local, ou seja, a alteração tem de ser aprovada tanto pela Finlândia como por Åland.
As áreas mais significativas em que o parlamento de Åland legisla independentemente da Finlândia são:
- educação, cultura e preservação do património;
- saúde e ambiente;
- transportes internos;
- governo local;
- policiamento;
- comunicações postais e de radiodifusão (rádio e TV).

As áreas em que o parlamento local não legisla estão sob a alçada da legislação finlandesa. Estas incluem:
- negócios estrangeiros;
- a maioria das leis civis e criminais;
- o sistema judicial;
- assuntos alfandegários;
- impostos.

No parlamento finlandês é obrigatória a presença de um representante de Åland, eleito da mesma forma que outros deputados.
Como consequência do "Estatuto de Autonomia", o sueco é a única língua oficial, pelo que qualquer documentação oficial, mesmo enviada pelo governo finlandês, tem de estar escrita nesta língua. O sueco é também usado em todas as escolas públicas. A língua é falada por mais de 90% da população.
Åland é uma zona desmilitarizada, pelo que não pode ter qualquer presença militar ou fortificação. É também uma zona neutra, sendo obrigada a não participar em quaisquer conflitos armados. Todos aqueles com direito de residência nas ilhas e que tenham imigrado antes dos 12 anos estão dispensados do serviço militar.
Embora o governo finlandês tenha a soberania em questões internacionais, qualquer tratado internacional que vigore na Finlândia só entrará em vigor em Åland com a aprovação do parlamento local. Assim, quando a Finlândia entrou para a União Europeia, um protocolo especial foi criado para Åland, sendo uma zona de taxação externa à UE, e tendo também condições específicas sobre a compra de propriedades imobiliárias e o direito a estabelecer um negócio nas ilhas. O protocolo reconhece o estatuto especial de Åland em relação ao direito internacional.

### O governo
O governo de Åland pode ter no máximo oito membros e é liderado pelo presidente (lantrådet). É nomeado pelo parlamento local através de negociações entre as diversas facções políticas, como acontece noutros sistemas parlamentares normais.
O governo é apoiado por uma administração local, dividida em seis departamentos e é responsável pela legislação de todos os assuntos permitidos sob o "Estatuto de Autonomia da Åland".
Desde 1991,com uma autorização do governo da Finlândia, as Ilhas Åland receberam autonomia governamental em uma alteração do "Estatuto de Autonomia da Åland". Desde fevereiro de 1991 as Ilhas Åland tem um governo monárquico sendo regido por uma monarquia parlamentarista. Porém, ainda estão sob um certo jugo finlandês.

## Subdivisões
| - Brändö - Eckerö - Finström - Föglö | - Geta - Hammarland - Jomala - Kumlinge | - Kökar - Lemland - Lumparland - Mariehamn | - Saltvik - Sottunga - Sund - Vårdö |

## Geografia
Åland é um arquipélago constituído por 6 757 ilhas (consideradas como tendo mais de 0,25 hectares de área), das quais cerca de sessenta se encontram ocupadas. A maior e mais povoada é Fasta Åland. O ponto mais elevado encontra-se em Orrdalsklint, a 129 m acima do nível médio das águas do mar.
As ilhas ocupam 1 552 km² de área, num total de 13 517 km² de território. 58% da área terrestre encontra-se ocupada por floresta, com 9% do solo dedicado à agricultura e 4% a pastagens (dados de 2005).

## Economia

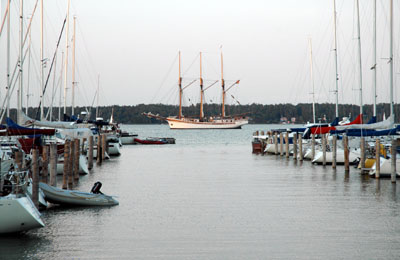
Porto de Mariehamn

A economia de Åland é fortemente dominada pela navegação, comércio e turismo. A navegação representa algo em torno de 40% da economia. Fora da navegação as empresas são pequenas. Plantações e a pesca são importantes para a indústria da comida. As companhias de tecnologia contribuem um pouco também para economia.
Os principais portos são: Mariehamn (sul), Berghamn (oeste) e Långnäs na costa leste virado para ilha principal.
As principais produções agrícolas são a beterraba e a batata.
Mais de um terço dos habitantes trabalha no setor de serviços públicos (como escolas e hospitais), sendo o sector dos transportes e o do comércio e turismo os segundo e terceiro maiores empregadores (dados de 2003). Apenas 5,1% da população trabalha na agricultura.
Embora o setor industrial empregue apenas cerca de 10% da população, a indústria é a maior contribuidora para o produto interno bruto de Åland, representando 78% da produção total (dados de 2002).
Cerca de 85% da energia elétrica consumida no arquipélago é importada da Suécia. Menos de 10% da energia é produzida em Åland, maioritariamente através do aproveitamento da energia eólica.

## Demografia
A maioria dos habitantes têm o sueco (idioma oficial do local) como língua materna: 93,5% em 2001. Os que falam finlandês têm, no entanto, seus direitos garantidos. No resto da Finlândia, ambas as línguas são os idiomas oficiais. A grande maioria da população, 78,3%, pertence à Igreja Evangélica Luterana.
Em 31 de Dezembro de 2005, habitavam 26 766 pessoas em Åland, havendo aproximadamente o mesmo número de homens e mulheres. A densidade populacional é de 17,5 hab./km² e a ocupação média de um lar é de 2,21 habitantes. Cerca de 40% da população concentra-se no município de Mariehamn.
Quase 70% da população residente é originária de Åland. Cerca de 20% da população é originária da Finlândia.